# Ngamambo
Le ngamambo (ou bafuchu, banja, mbu, mungyen, nga, ngembo) est une langue bantoïde des Grassfields du groupe Momo parlée dans le Nord-Ouest du Cameroun, dans le département de la Momo, à l'est et au sud-est de Mbengwi et à l'est de Batibo, également dans le département du Mezam dans l'arrondissement de Santa autour des villages de Bafuchu et Nja. Elle est proche du meta'.
Le nombre de locuteurs était estimé à 8 000 en 2002. C'est une langue en danger (statut 6b).